# Schweizer Filmpreis/Bester Dokumentarfilm
Sämtliche Gewinner des Schweizer Filmpreises in der Kategorie Bester Dokumentarfilm sind:
| Jahr | Preisträger                       | für den Film                               | Nominierungen |
| ---- | --------------------------------- | ------------------------------------------ | --- |
| 1998 | Jacqueline Veuve                  | Journal de Rivesaltes 1941–1942            | Stéphane Goël für Campagne perdue Richard Dindo für Grüningers Fall Peter Entell für Rolling Fritz E. Maeder für Wie du und ich |
| 1999 | Christian Davi                    | Die Regierung                              | Erich Langjahr für Bauernkrieg Bruno Moll für Brain Concert Villi Hermann für Tamaro. Steine und Engel. Mario Botta Enzo Cucchi Lutz Leonhardt für Zakir and His Friends                                                                                     |
| 2000 | Norbert Wiedmer                   | Schlagen und Abtun                         | Jacqueline Veuve für Chronique vigneronne Dieter Gränicher für Der Duft des Geldes Fulvio Bernasconi, Christian Davi, Nadia Fares, Wageh George, Kamal Musale, Thomas Thümena und Stina Werenfels für ID Swiss Franz Rickenbach für A Synagogue in the Hills |
| 2001 | Sabine Gisiger und Marcel Zwingli | Do It                                      | Stefan Schwietert für El Acordeón del Diablo Francesca Solari für Addio Lugano bella Denise Gilliand für Les Bas-fonds Kaspar Kasics für Blue End |
| 2002 | Vadim Jendreyko                   | Bashkim – Schlag auf Schlag                | Raphaël Sibilla für Police Secours Gabriel Baur für Venus Boyz Andrea Štaka für Yugodivas Christian Frei für War Photographer |
| 2003 | Erich Langjahr                    | Hirtenreise ins dritte Jahrtausend         | Marcel Schüpbach für B comme Béjart / Béjart into the Light Andreas Hoessli, Isabella Huser für Epoca Samir für Forget Baghdad Peter Mettler für Gambling, Gods and LSD                                                                                      |
| 2004 | Jean-Stéphane Bron                | Mais im Bundeshuus                         | Stefan Haupt für Elisabeth Kübler-Ross – Dem Tod ins Gesicht sehen Frédéric Gonseth für Mission en enfer Daniel Schweizer für Skinhead Attitude Paolo Poloni für Viaggio a Misterbianco                                                                      |
| 2005 | Stefan Schwietert                 | Accordion Tribe                            | Alfredo Knuchel für Halleluja! der Herr ist verrückt Thomas Thümena für Ma Famille Africaine Peter Liechti für Namibia Crossings Dieter Fahrer für Que sera?                                                                                                 |
| 2006 | Fernand Melgar                    | Exit, le droit de mourir                   | Sabine Gisiger für Gambit Christian Frei für Im Tal der grossen Buddhas Men Lareida für Jo Siffert Live Fast – Die Young Beatrice Michel für Klingenhof |
| 2007 | Heidi Specogna                    | Das kurze Leben des José Antonio Gutierrez | Erich Langjahr für Das Erbe der Bergler - Alpine Saga Stefan Haupt für Ein Lied für Argyris Ulrich Grossenbacher und Damaris Lüthi für Hippie Masala Marcel Schüpbach für La liste de Carla                                                                  |
| 2008 | Stefan Schwietert                 | Heimatklänge                               | Antoine Cattin und Pawel Kostomarow für La mère Pierre-Yves Borgeaud für Retour à Gorée Peter Entel für Shake The Devil Off Thomas Haemmerli für Sieben Mulden und eine Leiche                                                                               |
| 2009 | Fanny Bräuning                    | No More Smoke Signals                      | Oliver Zuchuat für Au loin des villages Danilo Catti für Giù le mani Fernand Melgar für La fortresse Yves Scagliola für The Beast Within |
| 2010 | Vadim Jendreyko                   | Die Frau mit den 5 Elefanten               | Stascha Bader für Rocksteady – The Roots of Reggae Peter Guyer und Norbert Wiedmer für Sounds and Silence Christian Frei für Space Tourists Peter Liechti für Das Summen der Insekten                                                                        |
| 2011 | Jean-Stéphane Bron                | Cleveland vs. Wallstreet                   | Nicolas Wadimoff für Aisheen Sabine Gisiger und Beat Häner für Guru Béatrice Bakhti für Roman d'ados 2002-2008 Mano Khalil für Unser Garten Eden |
| 2012 | Fernand Melgar                    | Vol spécial                                | Stefan Schwietert für Balkan Melodie Thomas Imbach für Day Is Done Ulrich Grossenbacher für Messies, ein schönes Chaos Martin Witz für The Substance – Albert Hofmanns LSD                                                                                   |
| 2013 | Markus Imhoof                     | More than Honey                            | Barbara Miller für Forbidden Voices Manuel von Stürler für Winternomaden Peter Mettler für The End of Time Dieter Fahrer für Thorberg |
| 2014 | Peter Liechti                     | Vaters Garten – Die Liebe meiner Eltern    | Mano Khalil für Der Imker Kaveh Bakhtiari für L'escale Jean-Stéphane Bron für L'expérience Blocher Anna Thommen für Neuland |
| 2015 | Marcel Gisler                     | Electroboy                                 | Samir für Iraqi Odyssey Yves Yersin für Tableau Noir Matthias von Gunten für ThuleTuvalu Sabine Gisiger für Yalom’s Cure |
| 2016 | Nicolas Steiner                   | Above and Below                            | Daniel Schweizer für Dirty Gold War Stefan Schwietert für Imagine waking up tomorrow and all Music has disappeared Aya Domenig für Als die Sonne vom Himmel fiel Nicola Bellucci für Grozny Blues                                                            |
| 2017 | Heidi Specogna                    | Cahier Africain                            | Eva Vitija für Das Leben drehen – Wie mein Vater versuchte, das Glück festzuhalten Jan Gassmann für Europe, She Loves Nicolas Wadimoff für Jean Ziegler, l'optimisme de la volonté Susanne Regina Meures für Raving Iran                                     |
| 2018 | Jean-Stéphane Bron                | L'Opéra de Paris                           | Luc Schaedler für A long way home Jacqueline Zünd für Almost There Maryam Goormaghtigh für Avant la fin de l'été Milo Rau für Das Kongo Tribunal |
| 2019 | Anja Kofmel                       | Chris the Swiss                            | Markus Imhoof für Eldorado Barbara Miller für Female Pleasure Christian Frei und Maxim Arbugajew für Genesis 2.0 Stéphanie Chuat und Véronique Reymond für Immer noch Frau (Les dames)                                                                       |
| 2020 | Fanny Bräuning                    | Immer und ewig                             | Mischa Hedinger für African Mirror Maya Kosa und Sergio da Costa für L'île aux oiseux Stéphane Riethauser für Madame Jacqueline Zünd für Where We Belong |
| 2021 | Milo Rau                          | Das neue Evangelium                        | Jean-Stéphane Bron für 5 nouvelles du cerveau Michele Pennetta für Il mio corpo Thomas Imbach für Nemesis Susanne Regina Meures für Saudi Runaway |
| 2022 | Laurent Stoop und Svetlana Rodina | Ostrov – Die verlorene Insel               | Arami Ullón für Apenas el sol Nikola Ilić und Corina Schwingruber Ilić für Dida Marie-Eve Hildbrand für Les Guérisseurs Dea Gjinovci für Wake Up on Mars |
| 2023 | Elena Avdija                      | Cascadeuses                                | Susanne Regina Meures für Girl Gang Lila Ribi für (Im)Mortels Tizian Büchi für L'Îlot Eva Vitija für Loving Highsmith |
| 2024 | Lisa Gerig                        | Die Anhörung                               | Jackie Brutsche für Las Toreras Mehdi Sahebi für Prisoners of Fate Piet Baumgartner für The Driven Ones Peter Mettler für While the Green Grass Grows |
| 2025 | Simon Baumann                     | Wir Erben                                  | Yvann Yagchi für Avant il n'y avait rien Christoph Schaub und Beatrice Minger für E.1027 – Eileen Gray and the House by the Sea Claude Baechtold für Riverboom Nicole Vögele für The Landscape and the Fury                                                  |